# 恢復上帝十誡運動
恢復上帝十誡運動（英語：Movement for the Restoration of the Ten Commandments of God）是由克莉多尼亞·瑪琳達和約瑟夫·基布維特爾在烏干達西南部創立的新興宗教運動。恢復上帝十誡運動在1989年成立，是從天主教會衍伸出來的基督教派系，總部設在距離首都康培拉320公里的卡農古區。該新興宗教最早可以回溯到1980年代末，香蕉啤酒釀造商、性工作者克莉多尼亞·瑪琳達聲稱自己在1984年時，曾經親眼見到聖母馬利亞的顯現。瑪琳達和另外兩名成員找到基布維特爾，共同創立恢復上帝十誡運動，並持續蓬勃發展數十年。
2000年初，恢復上帝十誡運動的大部分追隨者相繼因為教堂發生嚴重火災，及一系列中毒和謀殺案而喪生。最初這起信徒大規模死亡案件被視為是集體自殺。但烏干達警方發現，恢復上帝十誡運動領導人曾經向追隨者做出世界末日的預言，但最終該預言並未真正實現，因而成為殺害追隨者的動機。最終警方經調查排除集體自殺的假設，認定這是由組織領導人直接發動的一系列大規模謀殺案。在相關事件的報導中，英國廣播公司新聞部和《紐約時報》將恢復上帝十誡運動稱為末日邪教。相關的濫殺案件最終造成924人死亡，超過人民聖殿教在蓋亞那瓊斯鎮的集體自殺人數，成為人類歷史上與邪教有關的重大謀殺案之一。

## 外部連結
- The Kanungu Fire (multimedia site by Richard Vokes)
- Seven Years Since the Kanungu Massacre （页面存档备份，存于）
- Movement for the Restoration of the Ten Commandments of God
- Religious Tolerance.org on the Movement 的存檔，存档日期2007-06-09.